# Cristian Zaccardo
Cristian Zaccardo (Formigine, 21 december 1981) is een Italiaans voormalig voetballer die als rechtsback speelde. 
Zaccardo begon bij Bologna en speelde ook voor US Palermo, VfL Wolfsburg en Parma FC. Hij tekende in september 2015 een contract tot medio 2017 bij Carpi FC 1909, dat hem overnam van AC Milan, In oktober 2017 ging hij voor Hamrun Spartans op Malta spelen. In januari 2019 tekende hij bij Tre Fiori in San Marino voor een half jaar. Op 9 juli 2019 kondigde de Italiaan aan, exact 13 jaar na de WK winst, per direct te stoppen als profvoetballer.
Zaccardo speelde zijn eerste interland op 17 november 2004, tegen Finland. Hij maakte deel uit van de selectie voor het WK voetbal 2006. Tot aan 4 juni 2006 speelde hij twaalf interlands, waarin hij één doelpunt scoorde. Op het WK kwam hij driemaal in actie; twee keer in de basis en één keer als invaller. Tegen de Verenigde Staten (1-1) maakte hij een eigen doelpunt.
| WK-statistieken        | Club    | Positie    | W |   |   | D | A |   |   |   |
| ---------------------- | ------- | ---------- | - | - | - | - | - | - | - | - |
| WK voetbal 2006 Italië | Palermo | Verdediger | 3 | 1 | 1 | 0 | 0 | 0 | 0 | 0 |

## Erelijst
VfL Wolfsburg
- Kampioen Bundesliga

2008/09
 Italië
- Wereldkampioen voetbal

2006
- Europees kampioenschap voetbal onder 21

2004
- Middellandse Zeespelen

2001 
 Tre Fiori
- Coppa Titano

2019